# The Sleepy Jackson
A The Sleepy Jackson egy 1998-ban alapított ausztrál rock együttes Perthből.

## Diszkográfia
- Lovers  (2003)
- Personality - One Was a Spider, One Was a Bird  (2006)

## Fordítás
- Ez a szócikk részben vagy egészben  a   The Sleepy Jackson című angol Wikipédia-szócikk fordításán alapul.  Az eredeti cikk szerkesztőit annak laptörténete sorolja fel. Ez a jelzés csupán a megfogalmazás eredetét és a szerzői jogokat jelzi, nem szolgál a cikkben szereplő információk forrásmegjelöléseként.